# Portada/article febrer 15

## Genètica
La genètica (del grec antic γενετικός, genetikós, «genitiu», i aquest de γένεσις génesis, «origen»), una disciplina de la biologia, és la ciència de l'herència i la variació en els éssers vius. El fet que els éssers vius hereten caràcters dels seus pares ha estat utilitzat des de temps prehistòrics per millorar conreus i animals per mitjà de la cria selectiva. Tanmateix, la ciència moderna de la genètica, que aspira a comprendre el procés de l'herència, només començà amb el treball de Gregor Mendel a mitjans del segle xix. Tot i que no coneixia la base física de l'herència, Mendel observà que els organismes hereten caràcters de manera diferenciada – aquestes unitats bàsiques de l'herència són actualment denominades gens.